# Goethe-Gymnasium Kassel
Das Goethe-Gymnasium Kassel ist ein Gymnasium im Kasseler Stadtteil Wesertor. Der Unterricht findet an zwei Standorten statt: In der Zweigstelle Schützenstraße sind die Jahrgangsstufen 5–8 untergebracht, während im Hauptgebäude in der Ysenburgstraße die Jahrgangsstufe 9 sowie die Oberstufe unterrichtet werden.

## Geschichte

### Gründung als Neue Realschule
Als erste Vorläuferin des Goethe-Gymnasiums gilt die am 13. April 1889 gegründete Neue Realschule zu Cassel. Sie nahm mit 171 Schülern und elf Lehrern ihre Arbeit auf. Sie bildete sich aus den C-Klassen der Realschule in der Hedwigstraße 1 und bezog das Schulhaus der Königlichen Gewerbe- und Handelsschule am Friedrich-Wilhelms-Platz 6 (heutiger Scheidemannplatz), deren verbleibende Schüler sie ebenfalls übernahm. Die Leitung der Schule wurde Karl Quiehl übertragen.
Im April 1895 übernahm Albert Harnisch die Leitung der Schule. Im Februar 1896 wechselte die Schule ihren Namen zu Realschule zu Cassel.
1898 zog die Schule erneut in das Schulgebäude in der Hedwigstraße 1 ein. Das Gebäude war frei geworden, weil die Oberrealschule I, die aus der früheren Realschule hervorgegangen war, ein neu errichtetes Gebäude in der Kölnischen Straße 89 bezogen hatte.

### Umwandlung zur Oberrealschule
Nach stetigem Wachstum folgte 1906 die Umwandlung zur Oberrealschule II im Entstehen (OR i. E.). Auf diese Zeit geht auch der im Kasseler Volksmund verbreitete Spitzname „im Eimer“ (für i. E.) zurück. Im April 1907 trat Albert Dewitz das Amt des Schulleiters an. Ab April 1909 konnte sich die Schule endgültig Oberrealschule II nennen.
Im April 1912 spaltete sich ein Klassenzug ab und die Realschule in der Schomburgstraße 2 wurde gegründet, das spätere Realgymnasium II.
Am 14. Oktober 1913 bezog die Schule das für die Oberrealschule II neu errichtete Schulgebäude in der Ysenburgstraße 41. Der Entwurf stammte von Stadtbaumeister Heinrich Arnold (Stadtbauamt Cassel). Auf dem „Moeller’schen Grundstück“ des Neubaus an der Weserstraße hatte zuvor das stadtbekannte Gasthaus „Zum Lindenhof“ gestanden.
Während des Ersten Weltkriegs fand kein reguläres Abitur mehr statt. Dem Archiv zufolge verließen schon zu Beginn des Krieges jeder zehnte Schüler und acht Lehrende die Schule zum größten Teil als Kriegsfreiwillige.

### Weimarer Republik
1919 wurde der Elternbeirat sowie ein Schüler- und Lehrerausschuss gegründet.
Im Juni 1924 übernahm Oberstudienrat Richard Schröder die kommissarische Schulleitung. Ihm folgte im August 1925 Hermann Küster als Direktor.
Im April 1927 wurde Englisch als einzige erste Fremdsprache festgesetzt.
Im April 1928 wurde die Schule mit Schwerpunkt auf den deutschkundlichen Fächern Deutsch, Geschichte, Erdkunde, Religion, Kunstbetrachtung und Musik zur Oberrealschule mit Deutscher Oberschule.
Laut der Chronik zum 50-jährigen Bestehen der Schule aus dem Jahr 1939 sank die Schülerzahl bis ins Jahr 1932 auf 378. Das sei die Hälfte des Bestandes von 1927 gewesen. Zurückzuführen sei dies gewesen auf die schwere wirtschaftliche Krise der Jahre 1929 bis 1932.

### Nationalsozialismus
1934 beschloss die Stadt Kassel wegen der sinkenden Schülerzahl der Kasseler höheren Knabenschulen die Auflösung des Realgymnasiums II. In der Folge gingen vier Klassen von dieser Schule an die Oberrealschule II über. Laut der Chronik zum 50-jährigen Bestehen sei dann jedoch im Sommer 1935 der Entschluss gefasst worden, nicht das Realgymnasium II, sondern die Oberrealschule II aufzulösen. Letztlich sei einem Einspruch der Schülereltern bei der Behörde und beim Reichsminister stattgegeben worden, sodass die Schule nicht aufgelöst wurde.

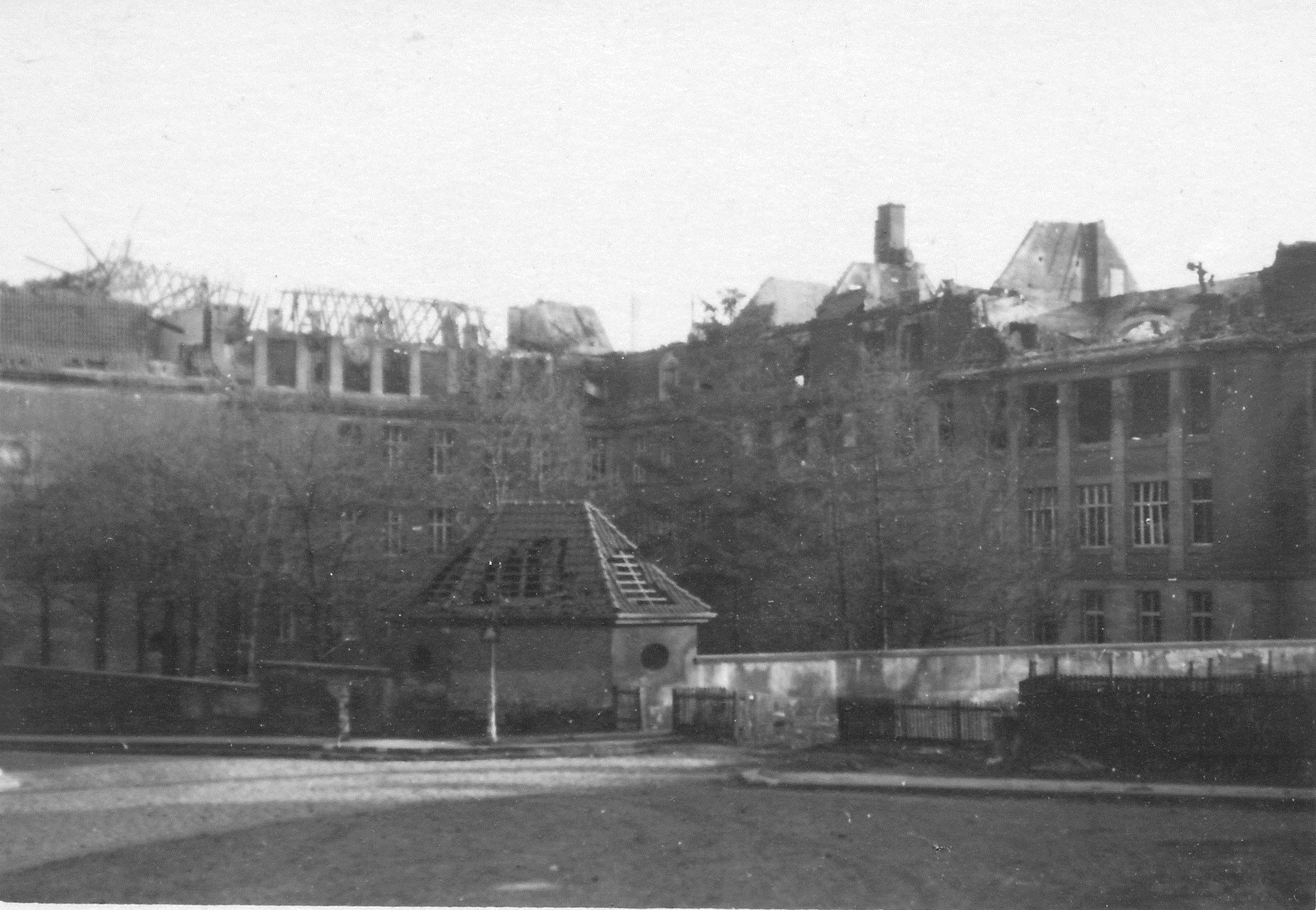
Durch den Bombenangriff verursachte Zerstörungen am Gebäude in der Ysenburgstraße (November 1943)

Im Januar 1938 wurde die Schule in Hermann-Göring-Schule umbenannt.
1940 wurde aufgrund des Zweiten Weltkriegs de facto der geregelte Unterrichtsbetrieb eingestellt. Beim Luftangriff der Alliierten am 22. Oktober 1943 wurde auch das Schulgebäude in der Ysenburgstraße 41 schwer beschädigt. Die verbliebenen Klassen wurden 1944 im Rahmen der Kinderlandverschickung nach Battenberg und anschließend nach Gudensberg ausgelagert. Im April 1945 wurde Ernst Bromm als Schulleiter eingesetzt.

### Nachkriegszeit
Am 14. Januar 1946 begann mit Genehmigung der amerikanischen Militärregierung erstmals wieder der Unterricht. Die Schule erhielt den neuen Namen Realgymnasium Wesertor für Jungen, Kassel. 1949 unterrichtete die Schule bereits wieder 820 Schüler in 24 Klassen.
Im Dezember 1954 wurde Heinrich Schulze Direktor.
1956 wählte die Schulgemeinde Goetheschule, Gymnasium für Jungen als Namen für ihre Schule. 1959, zum 70-jährigen Schuljubiläum, zählte die Schule 1017 Schüler, 55 Lehrer und 33 Klassen.
Im April 1961 übernahm Alfred Rudolph die Schulleitung.
1962 führte die Schule die Koedukation ein. Sie nahm in diesem Zug die ersten Schülerinnen in Klasse 7 auf. Der Schulname wurde daraufhin in Goetheschule Kassel Gymnasium abgeändert. 1969 waren von den 1150 Goetheschülern 270 Mädchen.
Im September 1965 übernahm Robert Linten die kommissarische Schulleitung. Im Dezember 1966 wurde Rudolf Busch als Direktor eingeführt.
Aus Raumnot wurde 1969 die Zweigstelle in der Wimmelstraße 5 gegründet: der „Wimmelkasten“. Er beherbergt die Klassen der Unter- und Mittelstufe. Das Gebäude wurde 1905/06 erbaut und gehörte ursprünglich der Amalienschule, einer Mittelschule, die es Ostern 1907 bezogen hatte.
1975 wurden die naturwissenschaftlichen und musischen Fachräume an das Schulgebäude in der Ysenburgstraße angebaut.
1983 zog die Zweigstelle in die Josephstraße 18 um.
Ab August 1985 folgten Phasen kommissarischer Schulleitungen durch Robert Linten und Ernesto J. Zinsel. Im August 1988 wurde Michael von Rüden Direktor.
1988 kehrte die Zweigstelle zurück in die Wimmelstraße und Schützenstraße.
Im April und Mai 1989 feierte die Goetheschule ihr 100-jähriges Bestehen als grundständiges Gymnasium mit 1102 Schülerinnen und Schülern und 87 Lehrerinnen und Lehrern.

### Neuere Entwicklungen
Im August 1996 wurde die erste Sportklasse im Rahmen des schulsportlichen Profils errichtet.
Im August 2001 übernahm Margitta Thümer die kommissarische Schulleitung. Im Dezember 2002 wurde Waldemar Gries Schulleiter.
Im Februar 2003 beschloss die Kasseler Stadtverordnetenversammlung auf Antrag der Schulkonferenz die Umbenennung in Goethe-Gymnasium Kassel mit Wirkung zum 1. Juni.
Mit Beginn des Schuljahrs 2005/06 bekam die Schule ein Ganztagsangebot. Parallel entstanden verschiedene Förderprogramme.
Im August 2009 übernahm Ludger Becklas die Leitung der Schule.
Am 27. September 2014 feierte das Goethe-Gymnasium sein 125-jähriges Jubiläum.
Am 1. April 2017 übernahm Joachim Bollmann-Engler die Schulleitung.
Am 1. September 2017 weihte die Schulgemeinde einen Stolperstein vor dem Schulgelände in der Ysenburgstraße 41 ein. Dieser Stolperstein ehrt Dr. Otto Hess, den ersten jüdischen Lehrer der Schule. Seit Ostern 1908 war er an der Oberrealschule II in Kassel tätig, zunächst als Wissenschaftlicher Hilfslehrer, ab 1909 als Oberlehrer und später als Studienrat. Die Nürnberger Gesetze vom September 1935 beendeten die Schonfrist für jüdische Frontkämpfer und damit auch die Berufstätigkeit von Otto Hess, der im selben Jahr noch an seiner Schule bei Abiturprüfungen tätig war. Er wurde aus dem Staatsdienst entlassen.

## Schwerpunkte

### Englisch-bilingualer Zweig
Seit dem Schuljahr 2020/21 wird bereits ab der fünften Jahrgangsstufe eine bilinguale Klasse angeboten. Dieses Angebot war laut der HNA damals einmalig in Hessen. Zuvor, seit 2002, wurde eine bilinguale Klasse erst ab der siebten Jahrgangsstufe angeboten. Der wöchentliche Englischunterricht in der fünften Jahrgangsstufe erhöht sich von fünf auf sieben Stunden. Weiterhin wird der Unterricht in Musik und Sport in englischer Sprache erteilt. In der sechsten Klasse kommt englischsprachiger Sachfachunterricht in Geschichte und Geografie hinzu. Später wird der Kreis der bilingual unterrichteten Fächer um Biologie, Chemie und Politik und Wirtschaft erweitert.
In der Qualifikationsphase müssen mindestens zwei bilinguale Fächer durchgängig belegt werden, um mit dem Abitur ein „Certificate of Achievement“ zu erhalten. Eine Abiturprüfung in den belegten Fächern ist nicht verpflichtend.
Zusätzlich zum normalen Unterricht bietet die Schule Oberstufenschülern einen Vorbereitungskurs zum Erwerb eines Cambridge CAE-Zertifikats und einen Business-English-Kurs an. Da neben dem normalen Französischunterricht auch Vorbereitungskurse für DELF/DALF-Prüfungen angeboten werden, können die Schüler am Ende der Schulzeit ein CertiLingua erwerben.
Sprachlich besonders Begabte können am Goethe-Gymnasium das Hessische Internationale Abitur erlangen.

### Sport
Das Goethe-Gymnasium ist Partnerschule des Leistungssports und unterhält ein Schulsportzentrum. Eine ab der fünften Jahrgangsstufe angebotene Sportklasse richtet sich an sportlich hochbegabte Schüler. In der Oberstufe bietet die Schule Sportleistungskurse an. Sportlich besonders Begabte können das Abitur in drei anstatt in zwei Jahren ablegen, sodass mehr Zeit für den Leistungssport bleibt.
Seit Anfang 2022 verfügt das Goethe-Gymnasium am Standort Ysenburgstraße über einen Mountainbike-Parkour. In Zukunft können die Schüler dadurch auch in diesem Bereich ihre Abiturprüfung ablegen. Bereits seit dem Frühjahr 2017 war das Goethe-Gymnasium laut der HNA einer der ersten Partner der Bikeschool Hessen mit 31 eigenen Mountainbikes für Schüler.

### Naturwissenschaften
Die Schulleitung strebt an, den Schülern in allen drei Naturwissenschaften (Biologie, Physik, Chemie) ein durchgängiges Angebot anbieten zu können, das an den Grundschulunterricht anknüpft. Bislang ist dieses Ziel jedoch einzig im Chemie-Fachbereich verwirklicht. Vor dem regulären Unterricht, der in der siebten Jahrgangsstufe beginnt, können die Schüler in den Jahrgangsstufen 5 und 6 an zwei Chemie-Arbeitsgemeinschaften teilnehmen.
In den Jahrgangsstufen 8 und 9 werden in allen Naturwissenschaften Wahlpflichtkurse angeboten, die oft auch auf die Teilnahme an außerschulischen Wettbewerben, wie z. B. dem Kasseler Solar Cup, vorbereiten.
In der Qualifikationsphase 3 (ehemals 13.1) bietet die Schule zudem einen fachübergreifenden Energiekurs an, der die technischen, wirtschaftlichen und ökologischen Aspekte der Energieumwandlung als Thema hat.

## Unterricht
Der Unterricht richtet sich nach den Lehrplänen des Hessischen Kultusministeriums. Die im Schuljahr 2005/06 eingeführte verkürzte Schulzeit von acht Jahren (G8) wurde mit Beginn des Schuljahres 2014/15 rückgängig gemacht.

### Fremdsprachenangebot
Englisch ist als erste Fremdsprache ab der Jahrgangsstufe 5 verpflichtend. Ab der sechsten Klasse besteht die Wahl zwischen Französisch, Russisch und Latein als zweiter Fremdsprache. Als dritte Fremdsprache kann Latein ab der achten Jahrgangsstufe auch im Rahmen eines Wahlpflichtunterrichts belegt werden.

### Medienkunde
Als einziges Kasseler Gymnasium bietet die Schule in der Qualifikationsphase (ehemals Jahrgangsstufen 12 und 13) die Möglichkeit, einen Medienkundekurs zu belegen. Der Kurs befasst sich mit medienspezifischen Aspekten und kann alternativ zu den Grundkursen Deutsch und Kunst gewählt werden.

## Arbeitsgemeinschaften

### Schulzeitung
Im Dezember 1948 erschien mit der ersten Ausgabe des Wesertor-Boten die erste Schulzeitung des damaligen Realgymnasiums Wesertor. Nach der Umbenennung in Goetheschule nannte sich die Zeitung ab 1957 Die Pause. 1977 löste sich die Pause-Redaktion auf und im Folgejahr erschien noch unter dem Titel Ohne Titel die erste Ausgabe der neuen Zeitung mit dem Namen UMLAUF. Mitbegründer des UMLAUF und bis ins Jahr 2010 beratender Lehrer war Ulrich Eichler. Seit dem 28. Oktober 1996 verfügt die Schulzeitung mit der Seite umlauf.de auch über einen Online-Auftritt. Der UMLAUF wurde mit zahlreichen Auszeichnungen prämiert, wie z. B. dem vom Spiegel verliehenen Titel Beste Schülerzeitung des Jahres 1997/98.

### Ruderverein
Der heutige Ruderverein des Goethe-Gymnasiums Kassel e. V. setzt die Tradition des im Sommer 1908 an der Oberrealschule II gegründeten Schüler-Rudervereins fort.
Bis ins Jahr 1927 hatte der Verein auf dem Grundstück des Gärtners Schilling einen Bootsschuppen. Als dieser geräumt werden musste, fand der Verein beim Ruderverein Cassel (RVC) in der Mühlengasse Unterschlupf.
Nach der Auflösung des Realgymnasiums II am 31. Mai 1935 übernahm die Oberrealschule II dessen 1928 erbautes Bootshaus am Auedamm und die Ruderabteilungen der beiden Schulen vereinigten sich samt Bootsmaterial. Dieses Bootshaus wurde 1942 bei einem Bombenangriff getroffen, wobei das Haus und alle Boote komplett vernichtet wurden.
Nach dem Zweiten Weltkrieg ging das Nutzungsrecht für das 1928 erbaute Bootshaus der ehemaligen Oberrealschule I in der Giesenallee 11 auf das neu gegründete Realgymnasium Wesertor über. 
1951 stellte sich die neu gegründete Ruderabteilung des Realgymnasiums Wesertor zunächst unter die Obhut des Rudervereins Cassel (RVC), der im Krieg sein Bootshaus verloren hatte und Ende 1946 im Bootshaus der ehemaligen Oberrealschule I wieder seine Ruderarbeit aufgenommen hatte.
Im September 1952 wurde ein selbstständiger Schüler-Ruderverein gegründet und der RVC zog Anfang 1953 in das neu erbaute Haus der Jugend an der Fuldabrücke um.
Von 1989 bis 1991 siegte der Vierer mit Steuermann (Jungen) jeweils im Bundesfinale von Jugend trainiert für Olympia.

## Ehemalige
- Adolf Wüstemann (1901–1966), ev. Geistlicher, von 1945 bis 1962 Bischof der Evangelischen Kirche von Kurhessen-Waldeck
- Kurt Reuber (1906–1944), Arzt, ev. Pfarrer und bildender Künstler, bekannt durch die Stalingradmadonna
- Karl Branner (1910–1997), SPD-Politiker und Oberbürgermeister der Stadt Kassel (1963–1975)
- Alfred Nemeczek (1933–2016), Autor, Kunsthistoriker und Kunstjournalist
- Jörg Schönbohm (1937–2019), CDU-Politiker und Generalleutnant a. D. des Heeres der Bundeswehr
- Jochen Lengemann (* 1938), Jurist und CDU-Politiker
- Gerd Peter (* 1941), Arbeitsforscher
- Holmar Knörzer (* 1942), Journalist und Autor
- Heinrich Sattler (* 1945), Bürgermeister von Hofgeismar (1997–2014)
- Otto Bertermann (* 1946), Mediziner und FDP-Politiker
- Manfred Siebald (* 1948), christlicher Liedermacher und Professor für Amerikanistik (Johannes Gutenberg-Universität Mainz)
- Helmut Reitze (* 1952), Journalist und von 2003 bis 2016 Intendant des Hessischen Rundfunks
- Michael Hischer (* 1955), Bildhauer, Freier Künstler
- Jürgen Kaiser (* 1960), Bürgermeister der Stadt Kassel (2009–2025)
- Mo Asumang (* 1963), Schauspielerin, Sängerin, Fernsehmoderatorin, Regisseurin und Synchronsprecherin
- Andreas Baum (* 1965), Filmregisseur
- Dennis Satin (* 1968), Filmregisseur und Drehbuchautor
- Michael Rasch (* 1970), Journalist und Buchautor
- Matthias Berninger (* 1971), Politiker (Bündnis 90/Die Grünen)
- Danja Müsch (* 1971), ehemalige Volleyball- und Beachvolleyballspielerin
- Christoph René Holler (* 1973), CDU-Politiker und Abgeordneter des hessischen Landtags (2003–2008)
- Lars Klöhn (* 1976), Jurist und Mitherausgeber der Zeitschrift für Bankrecht und Bankwirtschaft
- Moritz Führmann (* 1978), Schauspieler
- Sebastian Fischer (* 1978), Journalist
- Yunus Malli (* 1992), Fußballspieler, besuchte die Schule bis zur Mittelstufe
- Tim Knipping (* 1992), Fußballspieler
- Marc Stendera (* 1995), Fußballspieler
- Glenn Trebing (* 2000), Turner